# Monastère de Naupara
Le monastère de Naupara (en serbe cyrillique : Манастир Наупара ; en serbe latin : Manastir Naupara) est un monastère orthodoxe serbe situé à Naupare, dans le district de Rasina et sur le territoire de la ville de Kruševac en Serbie. Il est inscrit sur la liste des monuments culturels de grande importance de la république de Serbie (identifiant no SK 187),,.
Le monastère abrite une communauté de religieuses,.

## Présentation
Le monastère est construit sur la rive droite de la rivière Rasina.
Il est mentionné pour la première fois en 1382 dans une charte du prince Lazare adressée au moine Dorotej en tant que métoque (propriété) du monastère de Drenča. L'église du monastère, dédiée à la Nativité de la Mère de Dieu, a été restaurée en 1835 sur l'ordre du prince Miloš Obrenović.
Par son architecture, l'église constitue l'un des exemples les plus anciens du style de l'école moravienne de la Serbie médiévale. Elle s'inscrit dans un plan tréflé, avec une coupole dans la partie centrale et un narthex occidental, surmonté à l'extérieur d'une tour-clocher. Les parties les plus hautes de l'édifice sont ornées d'éléments sculptés et peints ; la façade occidentale est pourvue de rosaces particulièrement ouvragées,.
À l'intérieur, l'église est décorée de fresques de la fin du XIVe siècle et du début du XVe siècle, mises au jour lors d'une campagne de recherche effectuée en 1992,. Dans la coupole se trouvent des représentations des Prophètes, des Évangélistes et un Christ pantocrator ; au-dessous de la coupole et dans les absides latérales, on retrouve les Grandes fêtes liturgiques et les Saints Guerriers ; au sud-est du narthex les fondateurs de l'église sont représentés et à l'entrée de la nef a été peinte une composition de la Mère de Dieu avec le Christ,.
Des travaux sur l'architecture et les fresques ont été effectués en 1995,.